# Peter Agre
Peter Agre   (Northfield, 30 de gener de 1949) és un biòleg i professor universitari estatunidenc guardonat amb el Premi Nobel de Química l'any 2003.

## Biografia
Va néixer el 30 de gener de 1949 a la ciutat de Northfield, situada a l'estat nord-americà de Minnesota. Va estudiar biologia a l'Augsburg College de Minneapolis, realitzant un master el 1974 a la Universitat Johns Hopkins de Baltimore, d'on fou professor des de 1981. Des de 2005 és vicerector de la Universitat Duke.

## Recerca científica
Interessat en les característiques de la membrana cel·lular, treballà en la recerca de l'aquaporí, una proteïna integral que forma part dels porus de la membrana i que és permeable a l'aigua, mitjançant la tècnica del "canal d'aigua".
L'any 2003 fou guardonat amb el Premi Nobel de Química juntament amb Roderick MacKinnon. Ambdós científics foren guardonats pels descobriments referents als canals en membranes cel·lulars, si bé Agre ho fou especialment pel descobriment del canal d'aigua, i MacKinnon pels estudis estructurals i mecànics dels canals iònics.